# La sombra de un pecado
La sombra de un pecado es una telenovela colombiana de 91 capítulos realizada por FGA Televisión para el Canal Nacional en 1970. Está basada en la radionovela homónima de Jorge Barral y contó con la adaptación de Gonzalo Vera Quintana y, posteriormente, por Bernardo Romero Pereiro.
Fue dirigida por Luis Eduardo Gutiérrez, con producción de Hernán Villa y tuvo como pareja protagónica a Raquel Ercole y Julio César Luna.

## Argumento
Narra la historia de amor de una joven invidente.

## Reparto
- Raquel Ercole
- Julio César Luna
- Elisa de Montojo
- Alí Humar
- Rosita Alonso
- Margalida Castro
- Rebeca López
- Hugo Pérez
- Ana Mojica
- Ugo Armando
- Alcira Rodríguez
- Ramiro Corzo
- Lyda Zamora
- Héctor Rivas
- Dora Cadavid
- Omar Sánchez
- Luis Fernando Orozco
- Alfredo González
- Carmenza de Cadavid
- Felipe González
- Betty Valderrama
- Luis Eduardo Gutiérrez
- Carmen de Lugo
- Eduardo Vidal